# Ingeborg Bachmann – Reise in die Wüste
Ingeborg Bachmann – Reise in die Wüste (internationaler Titel: Ingeborg Bachmann – Journey into the Desert; Arbeitstitel Bachmann & Frisch) ist ein Spielfilm von Margarethe von Trotta aus dem Jahr 2023. Das Drama behandelt das Leben der österreichischen Schriftstellerin Ingeborg Bachmann (1926–1973), die von Vicky Krieps dargestellt wird. Der Film wurde im Februar 2023 im Rahmen der Internationalen Filmfestspiele Berlin uraufgeführt.

## Handlung
Der Film erzählt vom Leben der österreichischen Schriftstellerin Ingeborg Bachmann, die in Berlin, Zürich und Rom lebte. Ebenfalls thematisiert werden ihre Beziehung zu Max Frisch, ihre Reise nach Ägypten sowie ihre radikalen Texte und Lesungen. Das Motto ihrer Literatur und ihres Lebens lautete: „Die Wahrheit ist dem Menschen zumutbar“.

## Veröffentlichung
Die Premiere des Films fand am 19. Februar 2023 im Rahmen des Wettbewerbs der Internationalen Filmfestspiele Berlin statt.
Ein regulärer Kinostart war für den 26. Oktober 2023 geplant.

## Auszeichnungen
Für Ingeborg Bachmann – Reise in die Wüste erhielt Margarethe von Trotta ihre erste Einladung in den Wettbewerb um den Goldenen Bären, den Hauptpreis der Berlinale.

## Rezeption

### Kritiken
Der Film erhielt überwiegend negative Kritiken.
Nadine Kreuzahler vom Rundfunk Berlin-Brandenburg schrieb, dass der Film hinter den Erwartungen zurück bleibe und kritisierte etwa die Dialoge: „...oft wirkt das leider hölzern und leblos, manchmal – gerade in der ersten Hälfte des Films - sogar unfreiwillig komisch.“
Michael Wurmitzer, Der Standard, bezeichnete den Film als „von den Fakten überholt“ und einseitig. „Reise in die Wüste besticht mit gediegenen Bildern und geschmackvollen Innenräumen, trägt inhaltlich aber dick und parteiisch auf.“
Filmstarts.de schrieb von einem „biederen Repräsentationsfilm“, der Ingeborg Bachmann nicht gerecht werde: „Ein viel zu mittelmäßiger Film über eine ganz und gar nicht mittelmäßige Protagonistin.“
Für Katharina Granzin, Die Tageszeitung, stellt die Wüste „eine dankbare, nicht zuletzt sehr fotogene filmische Metapher für alles dar, was in einer Beziehung unerfüllt geblieben ist. Aber gerade, weil diese zeichenhafte Absicht so überdeutlich durch die Bilder hindurchscheint, ist der Effekt eher bedeutungshuberisch als poetisch.“
Joachim Leitner schrieb in der Tiroler Tageszeitung hingegen, Trotta erzähle „...ganz präzise. Unaufgeregt und elegant verschmilzt sie zwei Zeitebenen, verdichtet, spitzt zu – und verliert sich dabei nie in allzu aufdringlicher Symbolik.“